# Польська Гора
По́льська Гора́ — пасажирський залізничний зупинний пункт Рівненської дирекції Львівської залізниці.
Розташований біля села Лісове, Маневицький район, Волинської області на лінії Сарни — Ковель між станціями Маневичі (3 км) та Чорторийськ (9 км).
Станом на 2025 рік, щодня одна пара приміського поїзда прямує за напрямком Ковель-Пасажирський — Сарни.